# Веррио, Антонио
Антонио Веррио (итал. Antonio Verrio; 1639 год, Лечче — 17 июня 1707 года, Хэмптон-корт) — итальянский исторический живописец барокко, работавший во Франции, затем в Англии более 30 лет на службе у британских монархов.
Веррио начал свою карьеру в Лечче и был учеником Джованни Андреа Коппола (1597–1659). Около 1670 года Веррио переехал в Париж, где рисовал для аристократов и украсил три частных дома.
Оставил много картин религиозного и мифологического содержания. Имел дерзость нарушать костюмы исторических эпох: на многих картинах собеседники Христа изображены в париках XVII века.
Веррио оказал влияние на молодых художников, таких как Луи Лагерр и Джеймс Торнхилл.
Некоторые из его картин, эскизов и рисунков принадлежат различным коллекциям, в том числе Британскому музею, Музею Фицуильяма, Королевской коллекции и Музею Виктории и Альберта.